# Nijmegen
Nijmegen (în germană Nimwegen, în franceză Nimègue, în spaniolă Nimega, pronunție în original în neerlandeză [neĭ-me-hă] ) este un oraș în provincia Gelderland, în Țările de Jos. Este considerat a fi cel mai vechi oraș din Olanda și a sărbătorit 2000 de ani de existență în 2005.
Din anul 1923 adăpostește Universitatea Catolică din Nijmegen.

## Localități componente
Comuna este formată din orașul propriu zis Nijmegen, fostele sate, actualmente cartiere, Hatert, Hees și Neerbosch, precum și din zona proiectului de extindere urbană Waalsprong, situată la nord de râul Waal ce include fostul sat Lent și noile suburbii Nijmegen-Oosterhout și Nijmegen-Ressen.

## Cultură

###### Festivalul Vierdaagse
Nijmegen este gazda festivalului Vierdaagse (Patru Zile) anual din 1925, acesta promovând sportul și exercițiul fizic. Începând cu a treia zi de marți în luna Iulie, peste 40,000 de participanți din 70 de țări merg distanțe cuprinse între 30 si 50 de kilometri pe zi. Marșurile sunt acompaniate de festivități, petreceri și concerte. La ediția din 2024 a concertat artista Isabella Lovestory. 

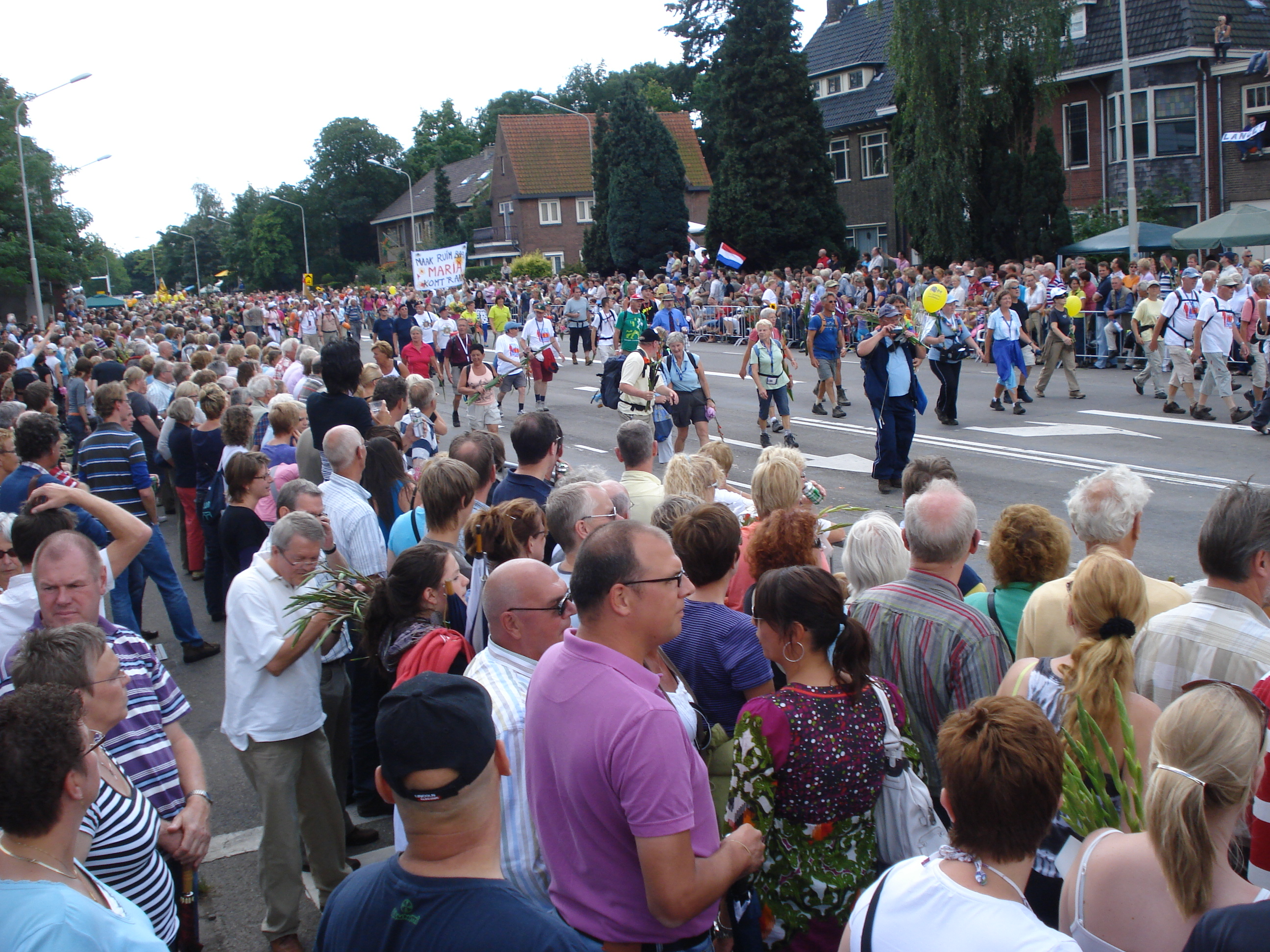
Festivalul Vierdaagse în 2009

## Personalități născute aici
- Henric al VI-lea (1165 - 1197), împărat al Sfântului Imperiu Roman;
- Frații Limburg (secolul al XV-lea), pictori;
- Petrus Canisius (1521 – 1597), teolog catolic;
- Henriette Pressburg⁠(en)[traduceți] (1788 - 1863), mama lui Karl Marx;
- Johan van Manen (1877 - 1943), orientalist;
- Annie Romein-Verschoor (1895 - 1978), scriitoare, istoric;
- Joris Ivens (1898 - 1989), documentarist;
- Peter Joosten (1944 - 2022), cântăreț;
- Carlos, Duce de Parma (n. 1970), șef al Casei de Bourbon-Parma⁠(d);
- Irene van den Broek (n. 1980), ciclistă;
- Jasper Cillessen (n. 1989), fotbalist;
- Moussa Sanoh (n. 1995), fotbalist;
- Amira Willighagen (n. 2004), soprană.